# Île Taro
L'île Taro (en anglais Taro Island) est une petite île des Salomon avec 507 habitants qui sert de capitale à la province de Choiseul, située dans la baie de Choiseul. La ville principale en est Taro qui donne son nom à l'île.
C'est le siège du Choiseul Bay Airport, un aéroport desservi par Solomon Airlines avec des vols depuis Gizo.